# Cronicile Evermoor
Cronicile Evermoor (titlu originar în engleză The Evermoor Chronicles) este un serial TV britanic de fantezie produs de Disney Channel. A fost lansat inițial în 2014 ca un miniserial intitulat Evermoor, care a avut patru episoade. Ulterior, datorită succesului, povestea a fost extinsă într-un serial complet, The Evermoor Chronicles, difuzat între 2015 și 2017.

## Rezumat
Serialul urmărește aventurile lui Tara Crossley, o adolescentă americană care se mută împreună cu familia sa într-un sat britanic misterios numit Evermoor. Casa în care locuiesc, Evermoor Manor, ascunde secrete întunecate și este plină de magie. Tara descoperă o tapiserie vrăjită care poate prezice viitorul, iar curând află că trebuie să protejeze orașul de forțe supranaturale.
Pe măsură ce povestea se dezvoltă, Tara și prietenii săi se confruntă cu profeții, conspirații magice și pericole care amenință Evermoor. De asemenea, trebuie să se lupte cu propriile lor temeri și să își descopere adevărata identitate.

## Personaje principale
- Tara Crossley – Protagonista, o fată curajoasă și inteligentă care descoperă magia Evermoorului.
- Cameron Marsh – Prietenul Tarăi și un aliat de încredere.
- Bella Crossley – Sora vitregă a Tarăi, care la început este sceptică în privința magiei.
- Esmeralda Dwyer – Unul dintre personajele antagoniști, care dorește să controleze puterea tapiseriei.
- Seb Crossley – Fratele Tarăi, care devine și el implicat în evenimentele misterioase.

## Teme și stil
Serialul combină elemente de fantezie, aventură și mister, având un ton ușor întunecat, dar potrivit pentru un public adolescent. Magia, destinul și loialitatea sunt teme centrale, iar povestea se desfășoară într-un decor gotic, plin de atmosferă.